# Caffè sospeso

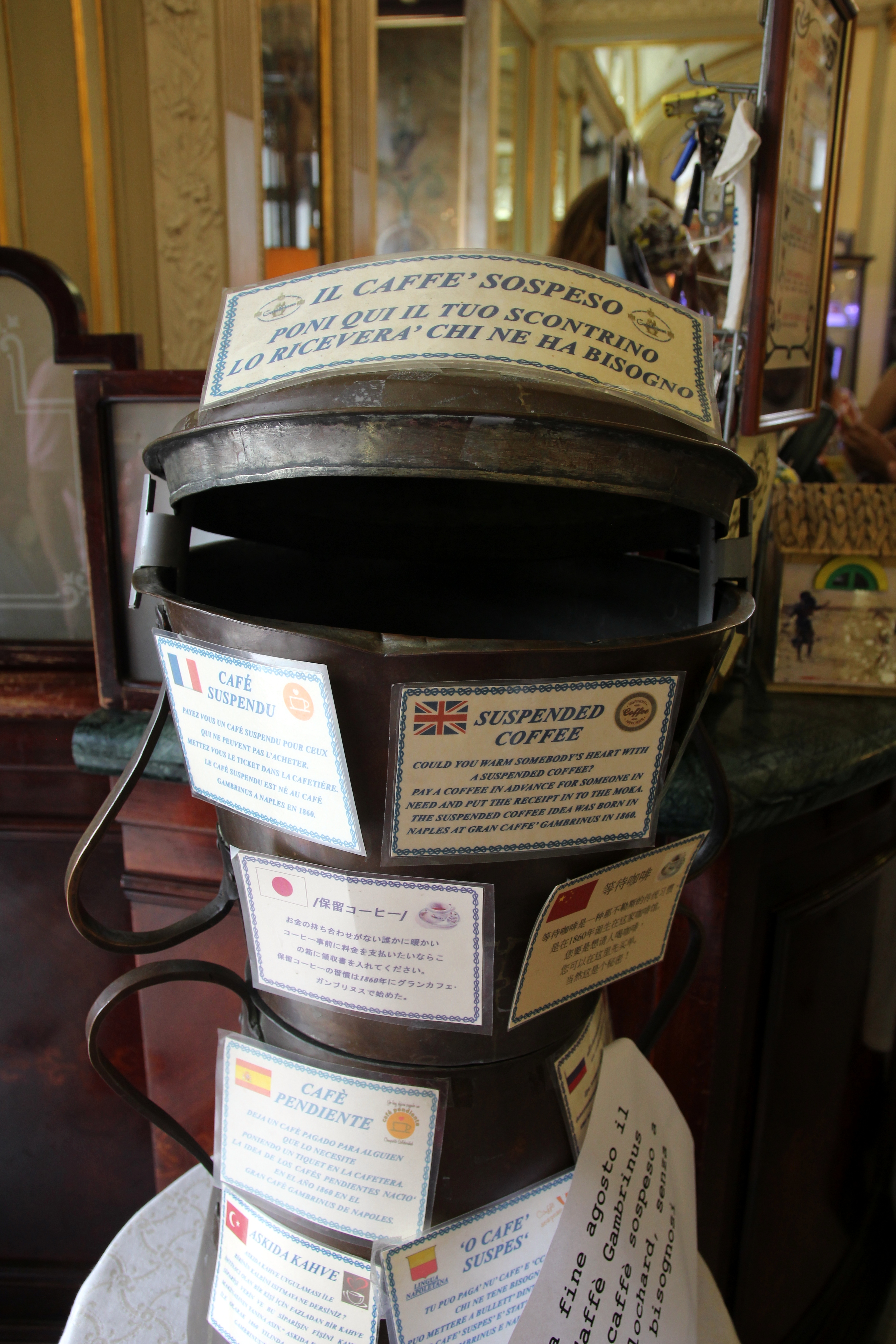
In dit café in Napels kunnen klanten een bonnetje voor een tweede niet-geserveerde koffie ophangen, zodat een latere klant deze kan gebruiken

Het bestellen van een caffè sospeso (Italiaans) of cafè suspiso (Napolitaans) vertaalbaar naar het Nederlands als uitgestelde koffie, is een traditie in de koffiebars van Napels. Wanneer de klant, als uiting van zijn voorspoed of vrijgevigheid, een caffè sospeso bestelt dan betaalt hij twee koffie maar ontvangt er slechts een. De tweede koffie is bestemd voor een volgende klant. Die persoon kan vragen of er nog een koffie "in de wacht staat" en deze op de gezondheid van de eerste klant drinken. Het gebruik is al jaren onderdeel van de Napolitaanse tradities, maar is vandaag de dag minder algemeen.
Het wordt gezien als een vorm van altruïsme.